# Comitato paralimpico nazionale zimbabwese
Il comitato paralimpico nazionale zimbabwese è un comitato paralimpico nazionale per lo sport per disabili dello Zimbabwe.